# Kungliga Musikhögskolan
59°20′41″N 18°04′55″Ø / 59.34472°N 18.08194°Ø
Kungliga Musikhögskolan (KMH) er et svensk statsligt musikkonservatorium, beliggende på Valhallavägen i Stockholm.
Virksomheden blev grundlagt i 1771 og er en af de ældste musikkonservatorier i verden. Den første permanente bygning var konservatoriebygningen ved Nybrokajen 11, som indvigedes i 1877 og som gav musikkonservatoriet tilnavnet Ackis. Da virksomheden i 1950'erne flyttede til Vallhallavägen fik bygningen på Nybrokajen tilnavnet "Gamla Ackis".
Konservatoriet uddanner musikpædagoger, musikere, komponister, dirigenter, med mere.

## Institutioner
- Institutionen for klassisk musik
- Institutionen for folkemusik
- Institutionen for jazz
- Institutionen for musik- og medieproduktion
- Institutionen for komposition og dirigering
- Institutionen for musik, pædagogik og sammenspil

## Rektorer
- 2006— Johannes Johansson
- 2000–2006 Gunilla von Bahr
- 1993–2000 Göran Malmgren
- 1987–1993 Gunnar Bucht
- 1969–1987 Ingemar Gabrielsson